# Hălchiu
Halchiu là một xã thuộc hạt Brașov, România. Dân số thời điểm năm 2002 là 6213 người.